# 드발린
드발린(고대 노르드어: Dvalinn)은 노르드 신화의 여러 이야기에 등장하는 드웨르그이다. 그 이름은 "잠자는 존재"라는 뜻이다. 〈그림니르가 말하기를〉과 〈길피의 속임수〉에 언급되는 위그드라실 가지에 사는 네 수사슴 중 한마리의 이름도 드발린이다.
J. R. R. 톨킨의 《호빗》에도 드발린과 이름이 유사한 드왈린(Dwalin)이 등장한다.

## 문헌상 출전

### 고 에다
〈무녀의 예언〉에 열거되는 드웨르그들의 이름 중에 드발린이 언급되며, 좀더 뒤에서 드웨르그들이 산맥에서 기어나와 새로운 거처를 찾아다닐때 그 우두머리가 드발린이었다고 한다.
〈높으신 분이 말하기를〉에 따르면 각 종족들에게 룬 문자를 도입한 자들이 누구인지 언급되는데, 알프들은 다인이, 신들에게는 오딘이, 드웨르그들에게는 드발린이 룬 문자를 가르쳤다고 한다.
〈알비스가 말하기를〉에서는 태양을 가리키는 다른 말(케닝) 중 하나로 "드발린을 배반하는 것"이 있는데, 이것은 곧 태양의 빛이 드웨르그를 돌로 변하게 만드는 것을 가리킨다. 스칼드 시가에서는 "드발린의 술"이라는 표현이 시를 가리키는 케닝으로 사용되는데, 이는 시예의 봉밀주가 드웨르그들에 의해 만들어졌기 때문이다.
〈파프니르가 말하기를〉에서 시구르드와 파프니르가 마이너 노르닐(베르단디, 울드, 스쿨드 3인의 메이저 노르닐과는 다른)에 대한 대화를 할 때, 드웨르그들의 생명과 운명을 맡고 있는 노르닐은 "드발린의 딸들"이라고 지칭된다.

### 사가
《헤르보르와 헤이드레크의 사가》에 따르면 드발린은 두린과 함께 마검 티르핑을 만들었다.

### 소를라 사트르
15세기에 기독교 사제들이 쓴 아이슬란드어 이야기 《소를라 사트르》에 보면 드발린은 알프리그, 베를링, 그레르라는 다른 세 드웨르그와 함께 목걸이를 만들었는데, 그 목걸이는 나중에 오딘 왕의 애첩인 프레이야가 네 명의 드웨르그와 하룻밤씩 동침한 대가로 받아갔다.